# بربيت أخضر مشورب
بربيت أخضر مشورب (الاسم العلمي: Pogoniulus leucomystax) (بالإنجليزية: Moustached Green-tinkerbird)‏ هو نوع من الطيور يتبع جنس البربيت الصفاح من الفصيلة البربيتية.